# Ischnomesus elongatus
Ischnomesus elongatus är en kräftdjursart som beskrevs av Yakov Avadievich Birstein1963. Ischnomesus elongatus ingår i släktet Ischnomesus och familjen Ischnomesidae. Inga underarter finns listade i Catalogue of Life.